# Mygale (roman)
Pour les articles homonymes, voir Mygale (homonymie).
Mygale est un roman du romancier français Thierry Jonquet. Il a été publié en 1984 chez Gallimard dans la collection Série noire.

## Personnages
Principaux:
- Richard Lafargue
- Eve
- Alex Barny
- Vincent Moreau

Secondaires:
- Viviane
- Line
- Roger

## Adaptation
Ce roman a été adapté en 2011 au cinéma par le réalisateur espagnol Pedro Almodóvar, sous le titre La piel que habito. 